# Liste der Nummer-eins-Hits in Polen (2015)
Dies ist eine Liste der Nummer-eins-Hits in Polen im Jahr 2015. Sie basiert auf den offiziellen Airplay Top 100 und den Album Top 50, die im Auftrag des polnischen Związek Producentów Audio-Video erstellt werden.

## Singles
| ← 2014 ← | Liste der Nummer-eins-Hits in Polen | Liste der Nummer-eins-Hits in Polen      | Liste der Nummer-eins-Hits in Polen                                                                        | 2016 → |
| \| Zeitraum \| Wo. ges. \| Interpret \| Titel Autor(en) \| Zusätzliche Informationen \| \| (Zeitraum, Wochen auf Platz eins, Interpret, Titel, Autor[en], zusätzliche Informationen) \| \| \| \| \| \| ----------------------------------------------------------------------------------------- \| -------- \| ---------------------------------------- \| ---------------------------------------------------------------------------------------------------------- \| --------------------------------------------------------------------------------------------------------------------------------------------------------------------------------------------------------------------------------------------------------------------- \| \| 20. Dezember 2014 – 2. Januar 2015 2 Wochen \| 2 \| David Guetta feat. Sam Martin \| Dangerous David Guetta, Lindy Robbins, Giorgio Tuinfort, Sam Martin, Jason Evigan \| – \| \| 3. Januar 2015 – 9. Januar 2015 1 Woche \| 1 \| Bednarek \| Chwile jak te Kamil Bednarek, Staff \| – \| \| 10. Januar 2015 – 27. Februar 2015 7 Wochen \| 7 \| Hozier \| Take Me to Church Andrew Hozier-Byrne \| – \| \| 28. Februar 2015 – 6. März 2015 1 Woche \| 1 \| Calvin Harris feat. Ellie Goulding \| Outside Calvin Harris, Ellie Goulding \| – \| \| 7. März 2015 – 3. April 2015 4 Wochen \| 4 \| Ellie Goulding \| Love Me like You Do Max Martin, Savan Kotecha, Ali Payami, Tove Nilsson, Ilya Salmanzadeh \| Nachdem sie bereits mit Calvin Harris gemeinsam in der Vorwoche die Höchstposition in den Singlecharts erreicht hatte, löst sie sich in dieser Woche mit der Ballade Love Me like You Do selbst ab. Das Lied stammt aus dem Soundtrack zum Film Fifty Shades of Grey. \| \| 4. April 2015 – 24. April 2015 3 Wochen \| 3 \| Deorro feat. DyCy & Adrian Delgado \| Perdóname DyCy, Adrian Delgado \| – \| \| 25. April 2015 – 1. Mai 2015 1 Woche \| 1 \| Sia \| Elastic Heart Sia Furler, Thomas Wesley Pentz, Andrew Swanson \| Bereits im letzten Jahr erreichte Sia mit Chandelier die Chartspitze, womit es ihre zweite Nummer-eins-Single ist. \| \| 2. Mai 2015 – 29. Mai 2015 4 Wochen \| 4 \| Lost Frequencies \| Are You with Me Tommy Lee James, Shane McAnally, Terry McBride \| – \| \| 30. Mai 2015 – 5. Juni 2015 1 Woche \| 1 \| Omi \| Cheerleader (Felix Jaehn Remix) Omar Samuel Pasley, Clifton Dillon, Mark Bradford, Ryan Dillon, Sly Dunbar \| Weltweit erreichte das Lied, als Remix des deutschen DJs Felix Jaehn, Platz eins der Single-Charts. \| \| 6. Juni 2015 – 19. Juni 2015 2 Wochen \| 2 \| Kygo feat. Conrad Sewell \| Firestone Conrad Sewell, Kyrre Gørvell-Dahll \| – \| \| 20. Juni 2015 – 31. Juli 2015 6 Wochen \| 6 \| Sarsa \| Naucz mnie Marta Markiewicz \| 2014 erreichte sie in der fünften Staffel von The Voice of Poland das Halbfinale. \| \| 1. August 2015 – 7. August 2015 1 Woche \| 1 \| Walk the Moon \| Shut Up and Dance Ben Berger, Eli Maiman, Ryan McMahon, Nicholas Petricca, Kevin Ray, Sean Waugaman \| – \| \| 8. August 2015 – 14. August 2015 1 Woche \| 1 \| Adam Lambert \| Ghost Town Sterling Fox, Max Martin, Ali Payami, Tobias Erik Karlsson, Adam Lambert \| Es ist nach Whataya Want from Me (2009) Lamberts zweite Nummer-eins-Single in Polen. \| \| 15. August 2015 – 21. August 2015 1 Woche \| 1 \| Felix Jaehn feat. Jasmine Thompson \| Ain’t Nobody (Loves Me Better) Hawk Wolinski \| Für den Hamburger DJ Felix Jaehn ist es bereits der zweite Nummer-eins-Hit in diesem Jahr. \| \| 22. August 2015 – 4. September 2015 2 Wochen \| 2 \| Anna Naklab feat. Alle Farben & Younotus \| Supergirl Mike Gommeringer, Sebastian Padotzke, Uwe Bossert, Phillip Rauenbusch, Raymond Michael Garvey \| – \| \| 5. September 2015 – 18. September 2015 2 Wochen (insgesamt 7) \| 7 \| Lost Frequencies feat. Janieck Devy \| Reality Felix de Laet, Radboud Miedema, Janieck van de Polder \| – \| \| 19. September 2015 – 25. September 2015 1 Woche \| 1 \| Nicky Jam & Enrique Iglesias \| El perdón Nick Rivera Caminero \| – \| \| 26. September 2015 – 9. Oktober 2015 2 Wochen (insgesamt 7) \| 7 \| Lost Frequencies feat. Janieck Devy \| Reality Felix de Laet, Radboud Miedema, Janieck van de Polder \| – \| \| 10. Oktober 2015 – 16. Oktober 2015 1 Woche \| 1 \| Álvaro Soler \| El mismo sol Simon Triebel, Ali Zuckowski, Álvaro Tauchert Soler \| Der Deutschspanier war zuerst in Italien erfolgreich und erreichte dort ebenfalls Platz eins. Es ist das bereits dritte spanischsprachige Lied 2015, welches Platz eins in Polen erreichte. \| \| 17. Oktober 2015 – 6. November 2015 3 Wochen (insgesamt 7) \| 7 \| Lost Frequencies feat. Janieck Devy \| Reality Felix de Laet, Radboud Miedema, Janieck van de Polder \| – \| \| 7. November 2015 – 20. November 2015 2 Wochen \| 2 \| Antek Smykiewicz \| Pomimo burz Antek Smykiewicz \| – \| \| 21. November 2015 – 27. November 2015 1 Woche (insgesamt 3) \| 3 \| Adele \| Hello Adele Adkins, Greg Kurstin \| International erreichte das Lied in über 20 Ländern Platz eins der Singlecharts. \| \| 28. November 2015 – 4. Dezember 2015 1 Woche \| 1 \| R. City feat. Adam Levine \| Locked Away Theron Thomas, Timothy Thomas, ´Lukasz Gottwald, Henry Walter \| – \| \| 5. Dezember 2015 – 18. Dezember 2015 2 Wochen (insgesamt 3) \| 3 \| Adele \| Hello Adele Adkins, Greg Kurstin \| – \| \| 19. Dezember 2015 – 25. Dezember 2015 1 Woche (insgesamt 2) \| 2 \| Imany \| Don’t Be so Shy (Filatov & Karas Remix) Nadia Mladjao \| – \| \| 26. Dezember 2015 – 1. Januar 2016 1 Woche \| 1 \| X Ambassadors \| Renegades Noah Feldshuh, Alexander Grant, Casey Harris, Adam Levin, Samuel Harris \| Fast ein Jahr nach Veröffentlichung des Lieds schaffen es X Ambassadors das erste Mal Platz eins in Polen zu erreichen \| |                                     |                                          | | |
| ← 2014 |                                     |                                          | | → 2016 → |
| Zeitraum | Wo. ges.                            | Interpret                                | Titel Autor(en)                                                                                            | Zusätzliche Informationen |
| (Zeitraum, Wochen auf Platz eins, Interpret, Titel, Autor[en], zusätzliche Informationen) |                                     |                                          | | |
| 20. Dezember 2014 – 2. Januar 2015 2 Wochen | 2                                   | David Guetta feat. Sam Martin            | Dangerous David Guetta, Lindy Robbins, Giorgio Tuinfort, Sam Martin, Jason Evigan                          | – |
| 3. Januar 2015 – 9. Januar 2015 1 Woche | 1                                   | Bednarek                                 | Chwile jak te Kamil Bednarek, Staff                                                                        | – |
| 10. Januar 2015 – 27. Februar 2015 7 Wochen | 7                                   | Hozier                                   | Take Me to Church Andrew Hozier-Byrne                                                                      | – |
| 28. Februar 2015 – 6. März 2015 1 Woche | 1                                   | Calvin Harris feat. Ellie Goulding       | Outside Calvin Harris, Ellie Goulding                                                                      | – |
| 7. März 2015 – 3. April 2015 4 Wochen | 4                                   | Ellie Goulding                           | Love Me like You Do Max Martin, Savan Kotecha, Ali Payami, Tove Nilsson, Ilya Salmanzadeh                  | Nachdem sie bereits mit Calvin Harris gemeinsam in der Vorwoche die Höchstposition in den Singlecharts erreicht hatte, löst sie sich in dieser Woche mit der Ballade Love Me like You Do selbst ab. Das Lied stammt aus dem Soundtrack zum Film Fifty Shades of Grey. |
| 4. April 2015 – 24. April 2015 3 Wochen | 3                                   | Deorro feat. DyCy & Adrian Delgado       | Perdóname DyCy, Adrian Delgado                                                                             | – |
| 25. April 2015 – 1. Mai 2015 1 Woche | 1                                   | Sia                                      | Elastic Heart Sia Furler, Thomas Wesley Pentz, Andrew Swanson                                              | Bereits im letzten Jahr erreichte Sia mit Chandelier die Chartspitze, womit es ihre zweite Nummer-eins-Single ist. |
| 2. Mai 2015 – 29. Mai 2015 4 Wochen | 4                                   | Lost Frequencies                         | Are You with Me Tommy Lee James, Shane McAnally, Terry McBride                                             | – |
| 30. Mai 2015 – 5. Juni 2015 1 Woche | 1                                   | Omi                                      | Cheerleader (Felix Jaehn Remix) Omar Samuel Pasley, Clifton Dillon, Mark Bradford, Ryan Dillon, Sly Dunbar | Weltweit erreichte das Lied, als Remix des deutschen DJs Felix Jaehn, Platz eins der Single-Charts. |
| 6. Juni 2015 – 19. Juni 2015 2 Wochen | 2                                   | Kygo feat. Conrad Sewell                 | Firestone Conrad Sewell, Kyrre Gørvell-Dahll                                                               | – |
| 20. Juni 2015 – 31. Juli 2015 6 Wochen | 6                                   | Sarsa                                    | Naucz mnie Marta Markiewicz                                                                                | 2014 erreichte sie in der fünften Staffel von The Voice of Poland das Halbfinale. |
| 1. August 2015 – 7. August 2015 1 Woche | 1                                   | Walk the Moon                            | Shut Up and Dance Ben Berger, Eli Maiman, Ryan McMahon, Nicholas Petricca, Kevin Ray, Sean Waugaman        | – |
| 8. August 2015 – 14. August 2015 1 Woche | 1                                   | Adam Lambert                             | Ghost Town Sterling Fox, Max Martin, Ali Payami, Tobias Erik Karlsson, Adam Lambert                        | Es ist nach Whataya Want from Me (2009) Lamberts zweite Nummer-eins-Single in Polen. |
| 15. August 2015 – 21. August 2015 1 Woche | 1                                   | Felix Jaehn feat. Jasmine Thompson       | Ain’t Nobody (Loves Me Better) Hawk Wolinski                                                               | Für den Hamburger DJ Felix Jaehn ist es bereits der zweite Nummer-eins-Hit in diesem Jahr. |
| 22. August 2015 – 4. September 2015 2 Wochen | 2                                   | Anna Naklab feat. Alle Farben & Younotus | Supergirl Mike Gommeringer, Sebastian Padotzke, Uwe Bossert, Phillip Rauenbusch, Raymond Michael Garvey    | – |
| 5. September 2015 – 18. September 2015 2 Wochen (insgesamt 7) | 7                                   | Lost Frequencies feat. Janieck Devy      | Reality Felix de Laet, Radboud Miedema, Janieck van de Polder                                              | – |
| 19. September 2015 – 25. September 2015 1 Woche | 1                                   | Nicky Jam & Enrique Iglesias             | El perdón Nick Rivera Caminero                                                                             | – |
| 26. September 2015 – 9. Oktober 2015 2 Wochen (insgesamt 7) | 7                                   | Lost Frequencies feat. Janieck Devy      | Reality Felix de Laet, Radboud Miedema, Janieck van de Polder                                              | – |
| 10. Oktober 2015 – 16. Oktober 2015 1 Woche | 1                                   | Álvaro Soler                             | El mismo sol Simon Triebel, Ali Zuckowski, Álvaro Tauchert Soler                                           | Der Deutschspanier war zuerst in Italien erfolgreich und erreichte dort ebenfalls Platz eins. Es ist das bereits dritte spanischsprachige Lied 2015, welches Platz eins in Polen erreichte.                                                                           |
| 17. Oktober 2015 – 6. November 2015 3 Wochen (insgesamt 7) | 7                                   | Lost Frequencies feat. Janieck Devy      | Reality Felix de Laet, Radboud Miedema, Janieck van de Polder                                              | – |
| 7. November 2015 – 20. November 2015 2 Wochen | 2                                   | Antek Smykiewicz                         | Pomimo burz Antek Smykiewicz                                                                               | – |
| 21. November 2015 – 27. November 2015 1 Woche (insgesamt 3) | 3                                   | Adele                                    | Hello Adele Adkins, Greg Kurstin                                                                           | International erreichte das Lied in über 20 Ländern Platz eins der Singlecharts. |
| 28. November 2015 – 4. Dezember 2015 1 Woche | 1                                   | R. City feat. Adam Levine                | Locked Away Theron Thomas, Timothy Thomas, ´Lukasz Gottwald, Henry Walter                                  | – |
| 5. Dezember 2015 – 18. Dezember 2015 2 Wochen (insgesamt 3) | 3                                   | Adele                                    | Hello Adele Adkins, Greg Kurstin                                                                           | – |
| 19. Dezember 2015 – 25. Dezember 2015 1 Woche (insgesamt 2) | 2                                   | Imany                                    | Don’t Be so Shy (Filatov & Karas Remix) Nadia Mladjao                                                      | – |
| 26. Dezember 2015 – 1. Januar 2016 1 Woche | 1                                   | X Ambassadors                            | Renegades Noah Feldshuh, Alexander Grant, Casey Harris, Adam Levin, Samuel Harris                          | Fast ein Jahr nach Veröffentlichung des Lieds schaffen es X Ambassadors das erste Mal Platz eins in Polen zu erreichen |

## Alben
| ← 2014 ← | Liste der Nummer-eins-Hits in Polen | Liste der Nummer-eins-Hits in Polen | Liste der Nummer-eins-Hits in Polen                          | 2016 → |
| \| Zeitraum \| Wo. ges. \| Interpret \| Titel \| Zusätzliche Informationen \| \| (Zeitraum, Wochen auf Platz eins, Interpret, Titel, zusätzliche Informationen) \| \| \| \| \| \| ------------------------------------------------------------------------------ \| -------- \| ------------------------ \| ------------------------------------------------------------ \| ------------------------------------------------------------------------------------------------------------------------------- \| \| 26. Dezember 2014 – 1. Januar 2015 1 Woche \| 1 \| Verschiedene Interpreten \| 65 lat polskiej piosenki! Część 2 \| – \| \| 2. Januar 2015 – 8. Januar 2015 1 Woche (insgesamt 2) \| 2 \| Mela Koteluk \| Migracje \| Nach ihrem Debütalbum Spadochron (2012) erreicht Mela Koteluk erstmals die Höchstposition in den polnischen Albumcharts. \| \| 9. Januar 2015 – 15. Januar 2015 1 Woche (insgesamt 2) \| 2 \| Donatan & Cleo \| Hiper/Chimera \| Bereits vor Veröffentlichung wurde das Album mit Gold ausgezeichnet. \| \| 16. Januar 2015 – 22. Januar 2015 1 Woche \| 1 \| LemON \| Scarlett \| Für über 30.000 verkaufte Exemplare erhielt das Album im Februar 2015 die Platin-Schallplatte. \| \| 23. Januar 2015 – 29. Januar 2015 1 Woche \| 1 \| Verschiedene Interpreten \| Keep Calm and Dance with Empik \| – \| \| 30. Januar 2015 – 12. Februar 2015 2 Wochen (insgesamt 3) \| 3 \| Dawid Podsiadło \| Comfort and Happiness \| Für über 150.000 verkaufte Exemplare wurde Comfort and Happiness im Januar 2015 mit der Diamantenen Schallplatte ausgezeichnet. \| \| 13. Februar 2015 – 19. Februar 2015 1 Woche \| 1 \| Verschiedene Interpreten \| Polska nostalgia - Część 1-sza \| – \| \| 20. Februar 2015 – 26. Februar 2015 1 Woche \| 1 \| Enej \| Paparanoja \| – \| \| 26. Februar 2015 – 5. März 2015 1 Woche (insgesamt 3) \| 3 \| (Soundtrack) \| Fifty Shades of Grey \| – \| \| 6. März 2015 – 12. März 2015 1 Woche \| 1 \| O.S.T.R. \| Podróż zwana życiem \| Es ist das bereits fünfte Album von O.S.T.R., das Platz eins in den polnischen Albumcharts erreicht hat. \| \| 13. März 2015 – 19. März 2015 1 Woche \| 1 \| Indila \| Mini World \| Mini World war 2014 das meistverkaufte Album in Polen. \| \| 20. März 2015 – 26. März 2015 1 Woche \| 1 \| Kękę \| Takie rzeczy \| – \| \| 3. April 2015 – 9. April 2015 1 Woche \| 1 \| Quebonafide \| Ezoteryka \| Es ist das bisher erste Album des polnischen Rappers, das sich in den Albumcharts platzieren konnte. \| \| 10. April 2015 – 16. April 2015 1 Woche \| 1 \| Mela Koteluk \| Spadochron \| Drei Jahre nachdem Ketoluks Spadochron veröffentlicht wurde, konnte es erstmals die Höchstposition erreichen. \| \| 17. April 2015 – 30. April 2015 2 Wochen \| 2 \| Verschiedene Interpreten \| Smooth Jazz Café 14 \| – \| \| 1. Mai 2015 – 14. Mai 2015 2 Wochen (insgesamt 3) \| 3 \| Gang Albanii \| Królowie życia \| – \| \| 15. Mai 2015 – 21. Mai 2015 1 Woche \| 1 \| Trzeci Wymiar \| Odmienny stan świadomości \| – \| \| 22. Mai 2015 – 28. Mai 2015 1 Woche (insgesamt 2) \| 2 \| Stanisława Celińska \| Atramentowa \| – \| \| 29. Mai 2015 – 4. Juni 2015 1 Woche (insgesamt 3) \| 3 \| Gang Albanii \| Królowie życia \| – \| \| 5. Juni 2015 – 11. Juni 2015 1 Woche (insgesamt 2) \| 2 \| Stanisława Celińska \| Atramentowa \| – \| \| 12. Juni 2015 – 25. Juni 2015 2 Wochen (insgesamt 3) \| 3 \| Florence + the Machine \| How Big, How Blue, How Beautiful \| – \| \| 26. Juni 2015 – 2. Juli 2015 1 Woche \| 1 \| Tede & Sir Michu \| [VH$]Vanillahaj$ \| – \| \| 3. Juli 2015 – 15. Juli 2015 2 Wochen (insgesamt 3) \| 3 \| (Soundtrack) \| Fifty Shades of Grey \| – \| \| 16. Juli 2015 – 22. Juli 2015 1 Woche \| 1 \| Andrea Bocelli \| Love in Portofino \| – \| \| 23. Juli 2015 – 12. August 2015 3 Wochen \| 3 \| Verschiedene Interpreten \| Empik prezentuje dobre piosenki – Agnieszka Osiecka zaśpiewa \| – \| \| 13. August 2015 – 19. August 2015 1 Woche \| 1 \| Hozier \| Hozier \| – \| \| 20. August 2015 – 2. September 2015 2 Wochen \| 2 \| Frank Sinatra \| Empik Jazz Club: Frank Sinatra – The Very Best Of \| – \| \| 3. September 2015 – 16. September 2015 2 Wochen \| 2 \| Verschiedene Interpreten \| Empik prezentuje dobre piosenki – Leonard Cohen zaśpiewa \| – \| \| 17. September 2015 – 23. September 2015 1 Woche \| 1 \| Iron Maiden \| The Book of Souls \| – \| \| 24. September 2015 – 30. September 2015 1 Woche \| 1 \| Ray Charles \| Empik Jazz Club: Ray Charles – The Very Best Of \| – \| \| 1. Oktober 2015 – 7. Oktober 2015 1 Woche \| 1 \| David Gilmour \| Rattle That Lock \| – \| \| 8. Oktober 2015 – 14. Oktober 2015 1 Woche (insgesamt 2) \| 2 \| Mela Koteluk \| Migracje \| – \| \| 15. Oktober 2015 – 21. Oktober 2015 1 Woche \| 1 \| Miuosh \| Ulice bogów \| – \| \| 22. Oktober 2015 – 28. Oktober 2015 1 Woche \| 1 \| Andrea Bocelli \| Vivere - The Best Of \| – \| \| 29. Oktober 2015 – 18. November 2015 3 Wochen \| 3 \| Sting \| The Best of 25 Years \| – \| \| 19. November 2015 – 25. November 2015 1 Woche \| 1 \| Dawid Podsiadło \| Annoyance and Disappointment \| – \| \| 26. November 2015 – 2. Dezember 2015 1 Woche \| 1 \| One Direction \| Made in the A.M. \| Es ist das erste Studioalbum der britischen Boygroup, das die Chartspitze der Albumcharts erreicht. \| \| 3. Dezember 2015 – 13. Januar 2016 6 Wochen \| 6 \| Adele \| 25 \| Bereits vor Charteintritt wurde das Album mit Platin ausgezeichnet. \| |                                     |                                     |                                                              | |
| ← 2014 |                                     |                                     |                                                              | → 2016 → |
| Zeitraum | Wo. ges.                            | Interpret                           | Titel                                                        | Zusätzliche Informationen |
| (Zeitraum, Wochen auf Platz eins, Interpret, Titel, zusätzliche Informationen) |                                     |                                     |                                                              | |
| 26. Dezember 2014 – 1. Januar 2015 1 Woche | 1                                   | Verschiedene Interpreten            | 65 lat polskiej piosenki! Część 2                            | – |
| 2. Januar 2015 – 8. Januar 2015 1 Woche (insgesamt 2) | 2                                   | Mela Koteluk                        | Migracje                                                     | Nach ihrem Debütalbum Spadochron (2012) erreicht Mela Koteluk erstmals die Höchstposition in den polnischen Albumcharts.        |
| 9. Januar 2015 – 15. Januar 2015 1 Woche (insgesamt 2) | 2                                   | Donatan & Cleo                      | Hiper/Chimera                                                | Bereits vor Veröffentlichung wurde das Album mit Gold ausgezeichnet.                                                            |
| 16. Januar 2015 – 22. Januar 2015 1 Woche | 1                                   | LemON                               | Scarlett                                                     | Für über 30.000 verkaufte Exemplare erhielt das Album im Februar 2015 die Platin-Schallplatte.                                  |
| 23. Januar 2015 – 29. Januar 2015 1 Woche | 1                                   | Verschiedene Interpreten            | Keep Calm and Dance with Empik                               | – |
| 30. Januar 2015 – 12. Februar 2015 2 Wochen (insgesamt 3) | 3                                   | Dawid Podsiadło                     | Comfort and Happiness                                        | Für über 150.000 verkaufte Exemplare wurde Comfort and Happiness im Januar 2015 mit der Diamantenen Schallplatte ausgezeichnet. |
| 13. Februar 2015 – 19. Februar 2015 1 Woche | 1                                   | Verschiedene Interpreten            | Polska nostalgia - Część 1-sza                               | – |
| 20. Februar 2015 – 26. Februar 2015 1 Woche | 1                                   | Enej                                | Paparanoja                                                   | – |
| 26. Februar 2015 – 5. März 2015 1 Woche (insgesamt 3) | 3                                   | (Soundtrack)                        | Fifty Shades of Grey                                         | – |
| 6. März 2015 – 12. März 2015 1 Woche | 1                                   | O.S.T.R.                            | Podróż zwana życiem                                          | Es ist das bereits fünfte Album von O.S.T.R., das Platz eins in den polnischen Albumcharts erreicht hat.                        |
| 13. März 2015 – 19. März 2015 1 Woche | 1                                   | Indila                              | Mini World                                                   | Mini World war 2014 das meistverkaufte Album in Polen.                                                                          |
| 20. März 2015 – 26. März 2015 1 Woche | 1                                   | Kękę                                | Takie rzeczy                                                 | – |
| 3. April 2015 – 9. April 2015 1 Woche | 1                                   | Quebonafide                         | Ezoteryka                                                    | Es ist das bisher erste Album des polnischen Rappers, das sich in den Albumcharts platzieren konnte.                            |
| 10. April 2015 – 16. April 2015 1 Woche | 1                                   | Mela Koteluk                        | Spadochron                                                   | Drei Jahre nachdem Ketoluks Spadochron veröffentlicht wurde, konnte es erstmals die Höchstposition erreichen.                   |
| 17. April 2015 – 30. April 2015 2 Wochen | 2                                   | Verschiedene Interpreten            | Smooth Jazz Café 14                                          | – |
| 1. Mai 2015 – 14. Mai 2015 2 Wochen (insgesamt 3) | 3                                   | Gang Albanii                        | Królowie życia                                               | – |
| 15. Mai 2015 – 21. Mai 2015 1 Woche | 1                                   | Trzeci Wymiar                       | Odmienny stan świadomości                                    | – |
| 22. Mai 2015 – 28. Mai 2015 1 Woche (insgesamt 2) | 2                                   | Stanisława Celińska                 | Atramentowa                                                  | – |
| 29. Mai 2015 – 4. Juni 2015 1 Woche (insgesamt 3) | 3                                   | Gang Albanii                        | Królowie życia                                               | – |
| 5. Juni 2015 – 11. Juni 2015 1 Woche (insgesamt 2) | 2                                   | Stanisława Celińska                 | Atramentowa                                                  | – |
| 12. Juni 2015 – 25. Juni 2015 2 Wochen (insgesamt 3) | 3                                   | Florence + the Machine              | How Big, How Blue, How Beautiful                             | – |
| 26. Juni 2015 – 2. Juli 2015 1 Woche | 1                                   | Tede & Sir Michu                    | [VH$]Vanillahaj$                                             | – |
| 3. Juli 2015 – 15. Juli 2015 2 Wochen (insgesamt 3) | 3                                   | (Soundtrack)                        | Fifty Shades of Grey                                         | – |
| 16. Juli 2015 – 22. Juli 2015 1 Woche | 1                                   | Andrea Bocelli                      | Love in Portofino                                            | – |
| 23. Juli 2015 – 12. August 2015 3 Wochen | 3                                   | Verschiedene Interpreten            | Empik prezentuje dobre piosenki – Agnieszka Osiecka zaśpiewa | – |
| 13. August 2015 – 19. August 2015 1 Woche | 1                                   | Hozier                              | Hozier                                                       | – |
| 20. August 2015 – 2. September 2015 2 Wochen | 2                                   | Frank Sinatra                       | Empik Jazz Club: Frank Sinatra – The Very Best Of            | – |
| 3. September 2015 – 16. September 2015 2 Wochen | 2                                   | Verschiedene Interpreten            | Empik prezentuje dobre piosenki – Leonard Cohen zaśpiewa     | – |
| 17. September 2015 – 23. September 2015 1 Woche | 1                                   | Iron Maiden                         | The Book of Souls                                            | – |
| 24. September 2015 – 30. September 2015 1 Woche | 1                                   | Ray Charles                         | Empik Jazz Club: Ray Charles – The Very Best Of              | – |
| 1. Oktober 2015 – 7. Oktober 2015 1 Woche | 1                                   | David Gilmour                       | Rattle That Lock                                             | – |
| 8. Oktober 2015 – 14. Oktober 2015 1 Woche (insgesamt 2) | 2                                   | Mela Koteluk                        | Migracje                                                     | – |
| 15. Oktober 2015 – 21. Oktober 2015 1 Woche | 1                                   | Miuosh                              | Ulice bogów                                                  | – |
| 22. Oktober 2015 – 28. Oktober 2015 1 Woche | 1                                   | Andrea Bocelli                      | Vivere - The Best Of                                         | – |
| 29. Oktober 2015 – 18. November 2015 3 Wochen | 3                                   | Sting                               | The Best of 25 Years                                         | – |
| 19. November 2015 – 25. November 2015 1 Woche | 1                                   | Dawid Podsiadło                     | Annoyance and Disappointment                                 | – |
| 26. November 2015 – 2. Dezember 2015 1 Woche | 1                                   | One Direction                       | Made in the A.M.                                             | Es ist das erste Studioalbum der britischen Boygroup, das die Chartspitze der Albumcharts erreicht.                             |
| 3. Dezember 2015 – 13. Januar 2016 6 Wochen | 6                                   | Adele                               | 25                                                           | Bereits vor Charteintritt wurde das Album mit Platin ausgezeichnet.                                                             |

## Jahreshitparaden
| ← 2014 ← | Liste der Nummer-eins-Hits in Polen | Liste der Nummer-eins-Hits in Polen           | Liste der Nummer-eins-Hits in Polen | 2016 →   |
| \| Singles \| Position# \| Alben \| \| ------------------------------------------------------------------------------------------------------------------ \| --------- \| --------------------------------------------- \| \| Shut Up and Dance Walk the Moon Ben Berger, Eli Maiman, Ryan McMahon, Nicholas Petricca, Kevin Ray, Sean Waugaman \| 1 \| 25 Adele \| \| Cheerleader (Felix Jaehn Remix) Omi Omar Samuel Pasley, Clifton Dillon, Mark Bradford, Ryan Dillon, Sly Dunbar \| 2 \| Fifty Shades of Grey Verschiedene Interpreten \| \| Reality Lost Frequencies feat. Janieck Devy Felix de Laet, Radboud Miedema, Janieck van de Polder \| 3 \| Atramentowa Stanisława Celińska \| \| Ain’t Nobody (Loves Me Better) Felix Jaehn feat. Jasmine Thompson David Wolinski \| 4 \| Królowie życia Gang Albanii \| \| Perdóname Deorro feat. DyCy & Adrian Delgado DyCy, Adrian Delgado \| 5 \| Annoyance and Disappointment Dawid Podsiadło \| \| Are You with Me Lost Frequencies Tommy Lee James, Shane McAnally, Terry McBride \| 6 \| Podróż zwana życiem O.S.T.R. \| \| Want to Want Me Jason Derulo Jason Desrouleaux, Ian Kirkpatrick, Samuel Denison Martin, Lindy Robbins, Mitch Allan \| 7 \| Mini World Indila \| \| Lean On Major Lazer & DJ Snake feat. Mø William Grigahcine, Philip Meckseper, Karen Marie Ørsted, Thomas Pentz \| 8 \| × Ed Sheeran \| \| Don’t Worry Madcon feat. Ray Dalton Teddy Sky, Johnny Powers Severin, Ray Dalton, Madcon \| 9 \| Dawid Podsiadło Comfort and Happiness \| \| Firestone Kygo feat. Conrad Conrad Sewell, Kygo \| 10 \| Vanillahajs Tede & Sir Michu \| |                                     |                                               |                                     |          |
| ← 2014 |                                     |                                               |                                     | → 2016 → |
| Singles | Position#                           | Alben                                         |                                     |          |
| Shut Up and Dance Walk the Moon Ben Berger, Eli Maiman, Ryan McMahon, Nicholas Petricca, Kevin Ray, Sean Waugaman | 1                                   | 25 Adele                                      |                                     |          |
| Cheerleader (Felix Jaehn Remix) Omi Omar Samuel Pasley, Clifton Dillon, Mark Bradford, Ryan Dillon, Sly Dunbar | 2                                   | Fifty Shades of Grey Verschiedene Interpreten |                                     |          |
| Reality Lost Frequencies feat. Janieck Devy Felix de Laet, Radboud Miedema, Janieck van de Polder | 3                                   | Atramentowa Stanisława Celińska               |                                     |          |
| Ain’t Nobody (Loves Me Better) Felix Jaehn feat. Jasmine Thompson David Wolinski | 4                                   | Królowie życia Gang Albanii                   |                                     |          |
| Perdóname Deorro feat. DyCy & Adrian Delgado DyCy, Adrian Delgado | 5                                   | Annoyance and Disappointment Dawid Podsiadło  |                                     |          |
| Are You with Me Lost Frequencies Tommy Lee James, Shane McAnally, Terry McBride | 6                                   | Podróż zwana życiem O.S.T.R.                  |                                     |          |
| Want to Want Me Jason Derulo Jason Desrouleaux, Ian Kirkpatrick, Samuel Denison Martin, Lindy Robbins, Mitch Allan | 7                                   | Mini World Indila                             |                                     |          |
| Lean On Major Lazer & DJ Snake feat. Mø William Grigahcine, Philip Meckseper, Karen Marie Ørsted, Thomas Pentz | 8                                   | × Ed Sheeran                                  |                                     |          |
| Don’t Worry Madcon feat. Ray Dalton Teddy Sky, Johnny Powers Severin, Ray Dalton, Madcon | 9                                   | Dawid Podsiadło Comfort and Happiness         |                                     |          |
| Firestone Kygo feat. Conrad Conrad Sewell, Kygo | 10                                  | Vanillahajs Tede & Sir Michu                  |                                     |          |